# Prats y Sampsor
Prats y Sampsor (en catalán y oficialmente, Prats i Sansor) es un municipio español de la provincia de Lérida, comunidad autónoma de Cataluña, situado en el centro de la comarca de la Baja Cerdaña. Está formado por las poblaciones de Capdevila, El Pla, Prats y Sansor.

## Demografía
Cuenta con una población de 249 habitantes (INE 2024).
| Gráfica de evolución demográfica de Prats y Sampsor entre 1842 y 2021 |
| |
| Población de derecho según los censos de población del INE Población de hecho según los censos de población del INEEn estos censos se denominaba Prats y Sampsor: 1842, 1857, 1860, 1877, 1887, 1897, 1900, 1910, 1920, 1930, 1940, 1950, 1960, 1970 y 1981 |

| 1900 | 1930 | 1950 | 1970 | 1981 | 2018 |
| ---- | ---- | ---- | ---- | ---- | ---- |
| 220  | 159  | 166  | 117  | 106  | 231  |

## Economía
Agricultura y ganadería. Turismo y urbanizaciones de segunda residencia.

## Lugares de interés
- Iglesia de Sant Salvador de Predanies e iglesia de San Saturnino, las dos de estilo románico, restauradas.
- Excavaciones arqueológicas de un campamento de cazadores del Paleolítico Superior en Montlleó.
- Vestigios de los restos de una fortaleza medieval en el barrio.